# NGC 1773
NGC 1773 (również ESO 85-EN25 lub LHA 120-N 11E) – mgławica emisyjna (również obszar H II) znajdująca się w gwiazdozbiorze Złotej Ryby. Należy do Wielkiego Obłoku Magellana. Wchodzi w skład dużego rejonu gwiazdotwórczego LMC-N11 (N11). Odkrył ją John Herschel 3 stycznia 1837 roku.